# Stade Soussien
Stade Soussien is een Tunesische voetbalclub uit Sousse. De club werd opgericht in 1940. 
In 1957 werd voor de eerste keer in de hoogste klasse gespeeld, de club kon 10 seizoenen meedraaien maar verdween dan van het hoogste toneel. Nog 2 keer kon de club voor 1 jaar terugkeren waarvan 1997 de laatste keer was. De enige prijs van de club werd in 1962 binnengehaald met de beker van Tunesië.

## Erelijst
- Beker van Tunesië
  - Finalist: 1962

## Geschiedenis 1ste klasse
| - 1957-58 - 10de - 1958-59 - 9de - 1959-60 - 10de - 1960-61 - 6de - 1961-62 - 2de - 1962-63 - 6de |  | - 1963-64 - 11de - 1964-65 - 10de - 1965-66 - 8ste - 1966-67 - 11de - 1983-84 - 13de - 1996-97 - 14de |